# Rudi Moser
Rudi Moser är trummis för Einstürzende Neubauten och Die Haut, som även EN-gitarristen Jocken Arbeit spelar i.
Rudi medverkade även på Robert Rutmans senaste Steel Cello-album, som heter Zuuhh!! Muttie Mum!.
Rude är även medlem i mosermeyerdöring, ett experimentellt band från Berlin, som är mest kända för deras singel 'Watching The Daybreak'.